# Jane Leeves
Jane Elizabeth Leeves (n. 18 aprilie 1961, Greater London, Anglia, Regatul Unit) este o actriță engleză. Aceasta este cunoscută pentru interpretarea personajului Daphne Moon⁠(d) în sitcomul NBC Frasier (1993–2004), rol nominalizat la Premiile Emmy și Premiile Globul de Aur. De asemenea, a fost Joy Scroggs în sitcomul Hot in Cleveland⁠(d).
În 1983, Leeves și-a făcut debutul în televiziune cu un rol minor în serialul britanic de comedie The Benny Hill Show⁠(d) și a apărut în rolul unei dansatoare în The Meaning of Life de la Monty Python⁠(d). Mai târziu, s-a mutat în Statele Unite și a continuat să interpreteze roluri minore. În perioada 1986-1988, a jucat personajul principal în sitcomul Throb⁠(d), apoi a avut roluri episodice în Seinfeld și Murphy Brown⁠(d). Actrița este cunoscută și pentru filmele Miracle on 34th Street (1994), James and the Giant Peach⁠(d) (1996), Music of the Heart (1999) și The Event⁠(d) (2003). Începând din 2018, aceasta apare în drama medicală The Resident⁠(d).

## Biografie
Fiica unui inginer și a unei asistente medicale, Jane Leeves s-a născut în Ilford, Essex⁠(d), Anglia. A crescut în East Grinstead, Sussex. A făcut parte din distribuția serialului The Benny Hill Show, fiind unul dintre îngerii lui Hill, iar această experiență a ajutat-o să obțină rolul unei dansatoare în filmul Monty Python's The Meaning of Life. În Statele Unite, a apărut în rolul unei turiste în videoclipul melodiei „California Girls” a lui David Lee Roth. A devenit cunoscută datorită personajului Blue (născută Prudence Anne Bartlett) din serialul de televiziune Throb.
A avut un rol episodic în serialul Murphy Brown, unde a interpretat-o pe Audrey, iubita inteligentă și ciudată a producătorului Miles Silverberg (interpretat de Grant Shaud⁠(d)). De asemenea, a fost Marla⁠(d) în patru episoade din Seinfeld: „The Virgin⁠(d)”, „The Contest⁠(d)”, „The Pilot⁠(d)” și „The Finale – Part 2⁠(d)”. În aceeași perioadă, Leeves a obținut rolul lui Holly în episodul pilot al comediei științifico-fantastice Red Dwarf. A fost o dansatoare lesbiană, iubita personajului lui Willem Dafoe, în filmul din 1985 To Live and Die in L.A.⁠(d) (1985).
În 1993, Leeves a devenit parte din distribuția serialului de televiziune Frasier în rolul terapeutei excentrice Daphne Moon. La începutul celui de-al optulea sezon, Leeves a rămas însărcinată, iar scriitorii au modificat scenariul astfel încât să pară că personajul ei crește în greutate din cauza stresului provocat de relația cu doctorul Niles (interpretat de David Hyde Pierce⁠(d)). Pentru rolul său, aceasta a fost nominalizată la Premiul Primetime Emmy pentru cea mai bună actriță în rol secundar într-un serial de comedie (1998) și la Globul de Aur pentru cea mai bună actriță în rol secundar – serial, miniserie sau film de televiziune (1995).
Actrița a avut puține roluri de film. Leeves a fost vocea lui Ladybug în filmul de animație James and the Giant Peach (1996) și a apărut în Music of the Heart (1999). În 2002, a apărut în piesa de teatru muzical Cabaret⁠(d) pe Broadway. Doi ani mai târziu, a fost gazda unui episod al emisiunii Have I Got News for You⁠(d). Propriul său serial - sitcomul Misconceptions - nu a fost difuzat.
Leeves a fost vocea cimpanzeului Lulu în The Penguins of Madagascar. A înființat compania de producție Bristol Cities împreună cu actrița Peri Gilpin. Ultimul lor proiect a fost un episod pilot pentru remake-ul american al sitcomului britanic The Vicar of Dibley⁠(d) în 2007. În 2010, a apărut în două episoade ale serialului Neveste disperate.
Din 2010 până în 2015, Leeves l-a interpretat pe Joy Scroggs în comedia Hot in Cleveland, fiind colegă cu actrițele Valerie Bertinelli⁠(d), Wendie Malick⁠(d) și Betty White. În 2011, a fost nominalizată la Screen Actors Guild Award for Outstanding Performance by an Ensemble in a Comedy Series⁠(d) împreună cu ceilalți actori din distribuție. A revenit în televiziune în 2018, având rolul chirurgului ortoped Kit Voss în drama medicală The Resident⁠(d).

## Viața personală
Leeves este căsătorit cu Marshall Coben, director executiv al CBS Paramount Television⁠(d). Peri Gilpin, colega din distribuția serialului Frasier, îi este vecină și prietenă apropiată; aceasta a fost în sala de naștere când s-a născut primul copil al lui Leeves. În episodul „It Takes Two to Tangle” din sezonul opt al serialului, Niles îi spune lui Roz că personajul lui Leeves, Daphne, a slăbit 4.4 kg la spa: o referire la greutatea reală a fetiței lui Leeves.

## Filmografie

### Filme
| An   | Titlu                                             | Rol                  | Note                   |
| ---- | ------------------------------------------------- | -------------------- | ---------------------- |
| 1981 | Nice to See You                                   | Performer            | Film de televiziune    |
| 1983 | Monty Python's The Meaning of Life                | Dancer               | nemenționată           |
| 1983 | The Hunger                                        |                      | nemenționată           |
| 1985 | To Live and Die in L.A.                           | Serena               | menționată Jane Leaves |
| 1992 | Just Deserts                                      | Amy Phillips         |                        |
| 1994 | Mr. Write                                         | Wylie                |                        |
| 1994 | Miracle on 34th Street                            | Alberta Leonard      |                        |
| 1996 | James and the Giant Peach                         | Mrs. Ladybug         | Voce                   |
| 1996 | Pandora's Clock                                   | Rachel Sherwood      | Film de televiziune    |
| 1996 | The Great War and the Shaping of the 20th Century | Caroline Webb        | Voce                   |
| 1999 | Don't Go Breaking My Heart                        | Juliet Gosling       |                        |
| 1999 | Music of the Heart                                | Dorothea von Haeften |                        |
| 2003 | The Event                                         | Mona                 |                        |
| 2006 | Garfield: A Tail of Two Kitties                   | Eenie                | Voce                   |
| 2009 | Endless Bummer                                    | Liv                  |                        |
| 2012 | What About Dick?                                  | Emma Schlegel        |                        |

### Televiziune
| An        | Titlu                                    | Rol                              | Note                                    |
| --------- | ---------------------------------------- | -------------------------------- | --------------------------------------- |
| 1983–1985 | The Benny Hill Show                      | Hill's Angel                     | 4 episoade                              |
| 1986–1988 | Throb                                    | Prudence Anne "Blue" Bartlett    | Rol principal                           |
| 1987      | Murder, She Wrote                        | Gwen Petrie                      | Episodul: "It Runs in the Family"       |
| 1989      | It's a Living                            | Terry Tedaldo                    | Episodul: "I Never Sang for My Father"  |
| 1989      | Mr. Belvedere                            | Professor Ann Burns              | Episodul: "The Professor"               |
| 1989      | Hooperman                                | Annie                            | Episodul: "Stakeout"                    |
| 1989–1993 | Murphy Brown                             | Audrey Cohen                     | 9 episoade                              |
| 1990      | My Two Dads                              | Harriet                          | Episodul: "See You in September?"       |
| 1990      | Room for Romance                         |                                  | Episodul: "A Midsummer Night's Reality" |
| 1990      | Who's the Boss?                          | Ms. Adams                        | Episodul: "Parental Guidance Suggested" |
| 1991      | Blossom                                  | Sheila                           | Episodul: "Love Stinks"                 |
| 1992      | Red Dwarf USA                            | Holly                            |                                         |
| 1992–1998 | Seinfeld                                 | Marla Penny                      | 4 episoade                              |
| 1993–2004 | Frasier                                  | Daphne Moon                      | Rol principal                           |
| 1995      | Caroline in the City                     | Daphne Moon                      | Episodul: "Caroline and the Bad Back"   |
| 1998      | Hercules                                 | Athena                           | 6 episoade                              |
| 2003      | The Simpsons                             | Edwina                           | Voce, episodul: "The Regina Monologues" |
| 2004      | Have I Got News For You                  | Guest Presenter                  | 1 episod                                |
| 2006      | Misconceptions                           | Amanda Watson                    | 7 episoade                              |
| 2006      | Twenty Good Years                        | Mary Frances                     | Episodul: "Big Love"                    |
| 2008      | The Starter Wife                         | Ann Hefton                       | 2 episoade                              |
| 2009–2011 | The Penguins of Madagascar               | Lulu                             | Voce, 2 episoade                        |
| 2009–2013 | Phineas and Ferb                         | Various Characters               |                                         |
| 2010      | Desperate Housewives                     | Dr. Graham                       | 2 episoade                              |
| 2010      | Notes from the Underbelly                | Gracie                           | Episodul: "Accidental Family Bed"       |
| 2010–2015 | Hot in Cleveland                         | Joy Scroggs                      | Rol principal                           |
| 2016      | Crowded                                  | Gwen                             | Episodul: "The Fixer"                   |
| 2016      | Lego Star Wars: The Freemaker Adventures | Lt. Estoc                        | Voce, 2 episoade                        |
| 2017      | The Great Indoors                        | Cheryl                           | Episodul: "Roland's Secret"             |
| 2017–2019 | Mickey and the Roadster Racers           | Queen of England, Babette Beagle | Voce, 4 episoade                        |
| 2018      | We Bare Bears                            | Ari Curd                         | Voce, episodul: "Googs"                 |
| 2018–2023 | The Resident                             | Dr. Kitt Voss                    |                                         |